# Zuzwil (Berne)
Pour les articles homonymes, voir Zuzwil.
Zuzwil est une commune suisse du canton de Berne, située dans l'arrondissement administratif de Berne-Mittelland.